# 百潔布

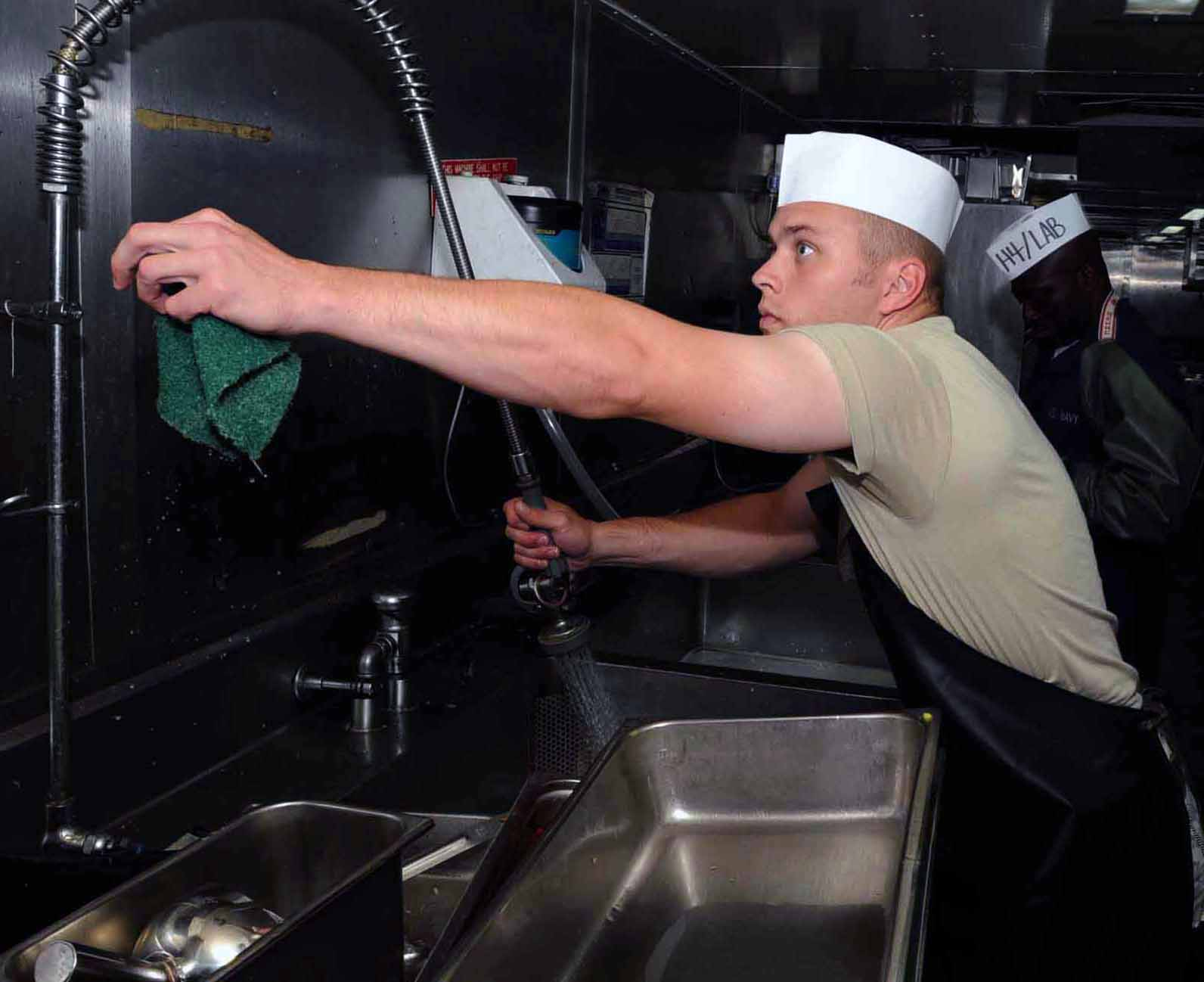
一名廚房工作人員正在使用百洁布

百潔布是廚房或家居清潔時要用到的一種工具，材質為尼龙，可以抹去污漬，能用來洗碗。百潔布也可以和海綿搭配，這種百潔布又叫海綿百潔布。一般海綿百潔布的底部為較粗糙的尼龙，上部為面積較大的海绵。1928年，R.B.金曼（R.B.Kingman）为自己研發的百潔布申請了專利。

## 相關連結
- 菜瓜布